# Los Presidentes (métro de Santiago)
Los Presidentes est une station de la Ligne 4 du métro de Santiago, dans les communes de Peñalolén et Macul.

## La station
La station est ouverte depuis 2006.

## Origine étymologique
Son nom est dû à la proximité de la gare avec la rue Hernán Cortés, qui mène à Peñalolén.